# Sabatieria pulchra
Sabatieria pulchra is een rondwormensoort uit de familie van de Comesomatidae. De wetenschappelijke naam van de soort is voor het eerst geldig gepubliceerd in 1906 door Schneider.